# Centris flavicans
Centris flavicans är en biart som beskrevs av Jesus Santiago Moure 2003. Centris flavicans ingår i släktet Centris och familjen långtungebin. Inga underarter finns listade.